# NGC 4697
Coordenadas:  12h 48m 35s, −5° 48′ 35″
La galaxia NGC 4697 (también conocida como Caldwell 52) es una galaxia elíptica ubicada en la constelación de Virgo y está a una distancia aproximada de entre 40 y 50 millones de años luz de la Vía Láctea. Es el miembro más prominente de la colección de galaxias del mismo nombre, el grupo NGC 4697. Siendo ligeramente un poco más grande que la galaxia de Andrómeda, la galaxia NGC 4697 distorsiona a sus vecinos galácticos de su grupo debido a su atracción gravitacional.
Es visible desde ambos hemisferios, observable durante la primavera para el hemisferio norte y durante el otoño para el hemisferio sur. Fácilmente observable con pequeños telescopios en cielos suburbanos.  Fue descubierta el 24 de abril de 1784 por el astrónomo germano-británico William Herschel.
Se desconoce su distancia exacta, abarcando desde los 28 hasta 76 millones de años luz. Su composición estelar es un conjunto de estrellas de masa baja, débiles y antiguas comparado con otras galaxias del mismo tipo.

## Núcleo
Según un estudio de 76 galaxias diferentes realizado por Alister Graham en julio de 2008, de la Sociedad Astronómica de Australia, el núcleo de la galaxia NGC 4697 alberga un agujero negro supermasivo, con una masa aproximada de 1.7+0.2
−0.1 x 108 M☉.
Otro estudio, publicado en el mismo año, basado en datos de rayos X capturados por el Telescopio espacial Chandra, así como también datos proporcionados por ondas de radio captadas por observatorio radioastronómico Karl G. Jansky Very Large Array (VLA) determinaron que la masa del agujero negro supermasivo que se encuentra en el centro de la galaxia sería de 170 millones de masas solares.

## Galería

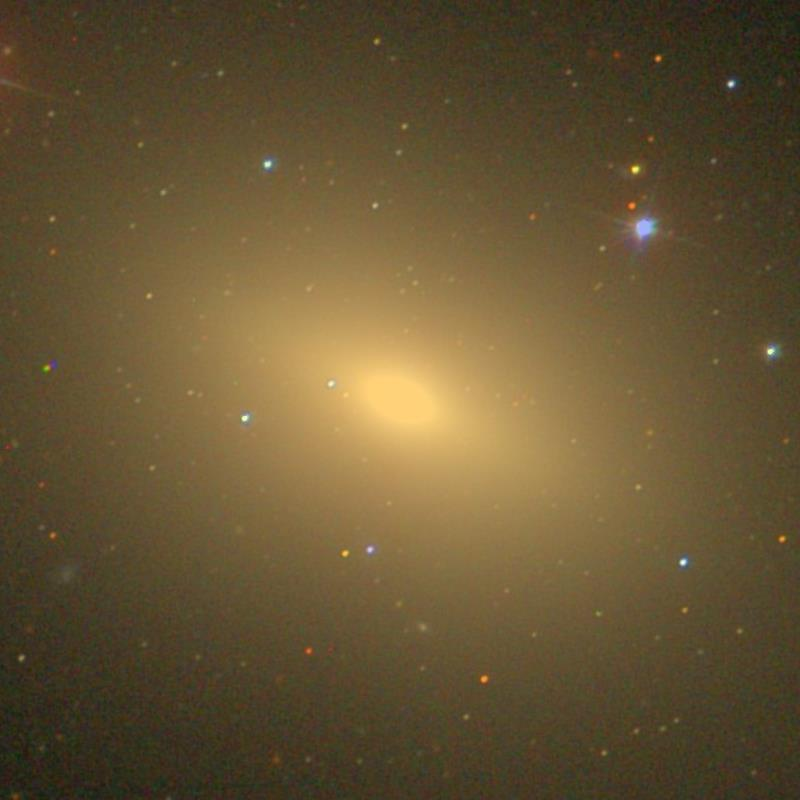
Imagen de galaxia NGC 4697, por el proyecto Sloan Digital Sky Survey.
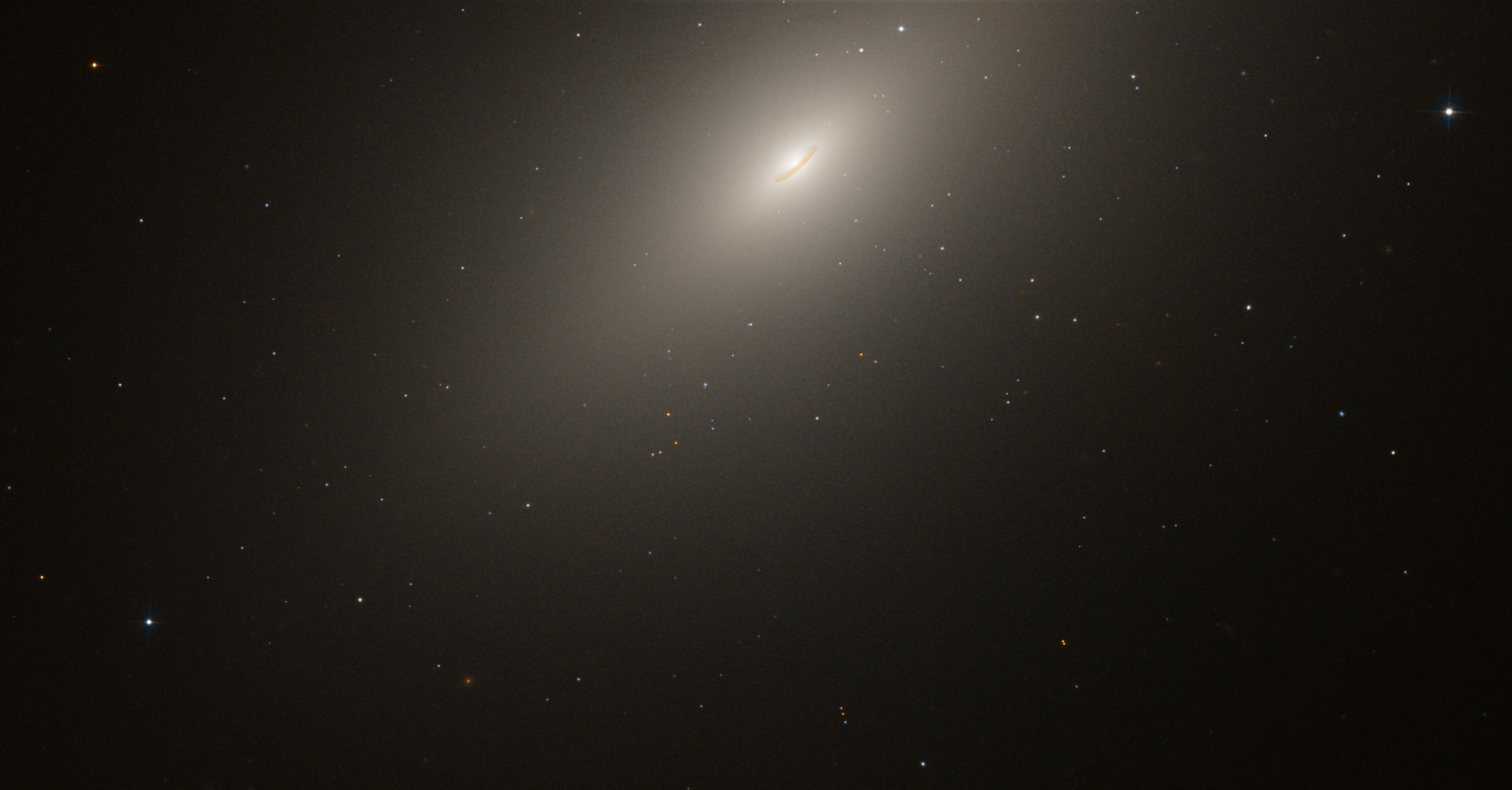
Otra imagen tomada por el Hubble.
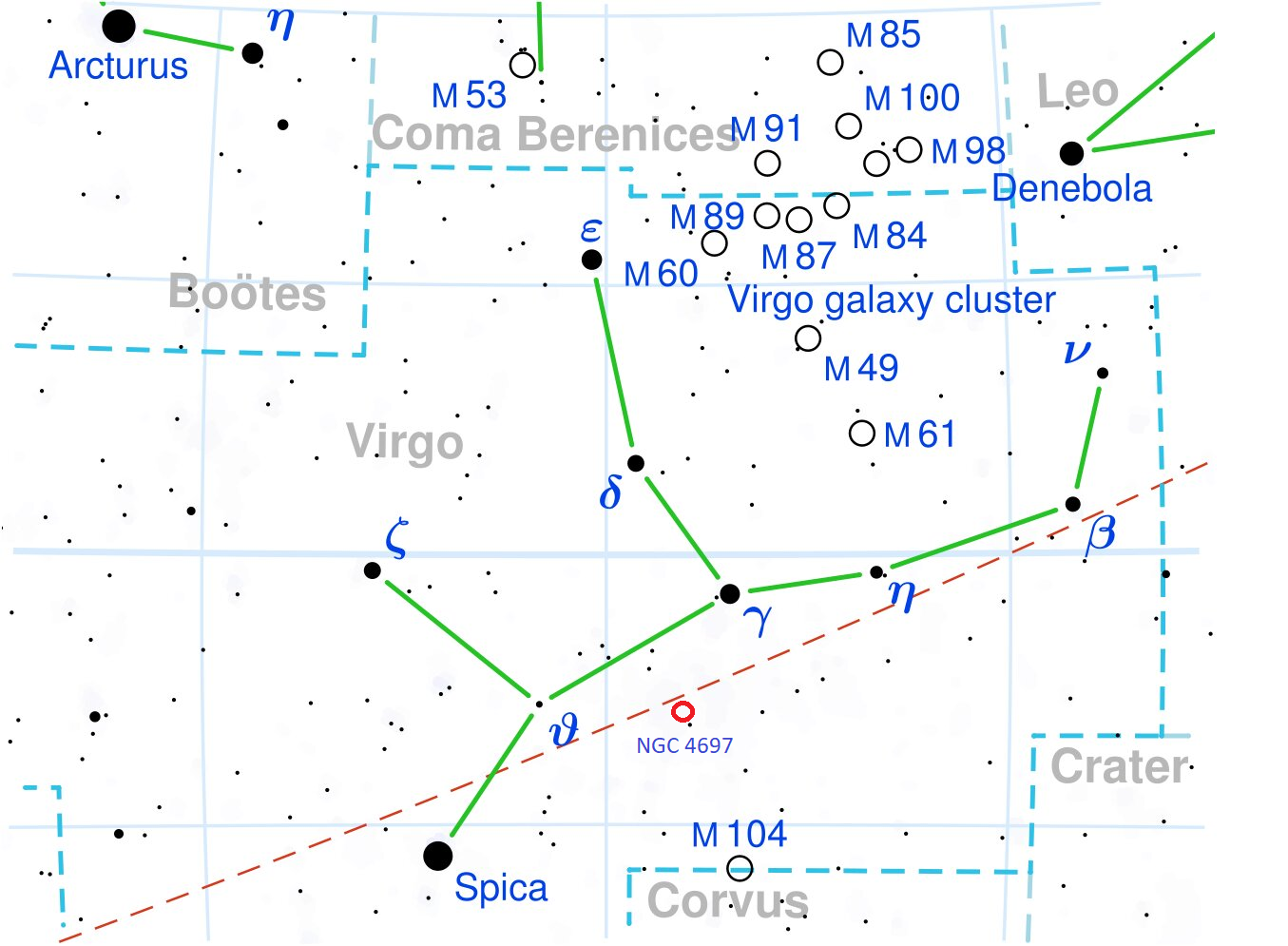
Ubicación de la galaxia en la constelación de virgo